# NBA All-Star Weekend 1987
L'NBA All-Star Weekend 1987, svoltosi a Seattle, vide la vittoria finale della Western Conference sulla Eastern Conference per 154 a 149 dopo i tempi supplementari.
Tom Chambers, dei Seattle SuperSonics, fu nominato MVP della partita. Michael Jordan, dei Chicago Bulls, si aggiudicò l'NBA Slam Dunk Contest. Larry Bird, dei Boston Celtics, per il secondo anno consecutivo vinse l'NBA Three-point Shootout.

## Sabato

### Legend Classic
| 7 febbraio 1987 | Ovest | 54 – 43 | Est |  |

### Slam Dunk Contest
| Giocatore                    | Primo turno | Semifinali     | Finale         |
| ---------------------------- | ----------- | -------------- | -------------- |
| Michael Jordan (Chicago)     | 88 (41+47)  | 148 (49+49+50) | 146 (48+48+50) |
| Jerome Kersey (Portland)     | 92 (48+44)  | 147 (50+48+49) | 140 (46+45+49) |
| Terence Stansbury (Seattle)  | 99 (49+50)  | 144 (49+45+50) |                |
| Clyde Drexler (Portland)     | 92 (45+47)  | 136 (46+45+45) |                |
| Ron Harper (Cleveland)       | 83 (45+38)  |                |                |
| Johnny Dawkins (San Antonio) | 81 (37+44)  |                |                |
| Tom Chambers (Seattle)       | 62 (41+21)  |                |                |
| Gerald Wilkins (New York)    | 62 (41+21)  |                |                |

### Three-point Shootout
- Detlef Schrempf, Dallas Mavericks
- Michael Cooper, Los Angeles Lakers
- Danny Ainge, Boston Celtics
- Larry Bird, Boston Celtics

- Dale Ellis, Seattle SuperSonics
- Craig Hodges, Milwaukee Bucks
- Kiki Vandeweghe, Portland Trail Blazers
- Byron Scott, Los Angeles Lakers

in grassetto è indicato il vincitore

## Domenica

### All-Star Game - Squadre

#### Western Conference
| Western Conference  |                       |             |             |             |             |             |             |             |             |
| Giocatore           | Squadra               | MIN         | FGM         | FGA         | FTM         | FTA         | RIM         | AST         | PT          |
| Tom Chambers        | Seattle SuperSonics   | 29          | 13          | 25          | 6           | 9           | 4           | 2           | 34          |
| James Worthy        | Los Angeles Lakers    | 29          | 10          | 14          | 2           | 2           | 8           | 3           | 22          |
| Hakeem Olajuwon     | Houston Rockets       | 26          | 2           | 6           | 6           | 8           | 13          | 2           | 10          |
| Magic Johnson       | Los Angeles Lakers    | 34          | 4           | 10          | 1           | 2           | 7           | 13          | 9           |
| Alvin Robertson     | San Antonio Spurs     | 16          | 2           | 5           | 2           | 2           | 2           | 1           | 6           |
| Mark Aguirre        | Dallas Mavericks      | 17          | 3           | 6           | 2           | 3           | 2           | 1           | 9           |
| Kareem Abdul-Jabbar | Los Angeles Lakers    | 27          | 4           | 9           | 2           | 2           | 8           | 3           | 10          |
| Walter Davis        | Phoenix Suns          | 15          | 3           | 12          | 0           | 0           | 2           | 1           | 7           |
| Sleepy Floyd        | Golden State Warriors | 19          | 4           | 7           | 5           | 7           | 5           | 1           | 14          |
| Joe Barry Carroll   | Golden State Warriors | 18          | 1           | 7           | 2           | 2           | 6           | 0           | 4           |
| Rolando Blackman    | Dallas Mavericks      | 22          | 9           | 15          | 11          | 13          | 4           | 1           | 29          |
| Alex English        | Denver Nuggets        | 13          | 0           | 6           | 0           | 0           | 0           | 1           | 0           |
| Ralph Sampson       | Houston Rockets       | infortunato | infortunato | infortunato | infortunato | infortunato | infortunato | infortunato | infortunato |
| Totale              |                       | 265         | 55          | 122         | 39          | 50          | 61          | 29          | 154         |
| All. Pat Riley      | Los Angeles Lakers    |             |             |             |             |             |             |             |             |

MIN: minuti. FGM: tiri dal campo riusciti. FGA: tiri dal campo tentati. FTM: tiri liberi riusciti. FTA: tiri liberi tentati. RIM: rimbalzi. AST: assist. PT: punti

#### Eastern Conference
| Eastern Conference |                    |     |     |     |     |     |     |     |     |
| Giocatore          | Squadra            | MIN | FGM | FGA | FTM | FTA | RIM | AST | PT  |
| Larry Bird         | Boston Celtics     | 35  | 7   | 18  | 4   | 4   | 6   | 5   | 18  |
| Dominique Wilkins  | Atlanta Hawks      | 24  | 3   | 9   | 4   | 7   | 5   | 1   | 10  |
| Moses Malone       | Washington Bullets | 35  | 11  | 19  | 5   | 6   | 18  | 2   | 27  |
| Julius Erving      | Philadelphia 76ers | 33  | 9   | 13  | 3   | 3   | 4   | 5   | 22  |
| Michael Jordan     | Chicago Bulls      | 28  | 5   | 12  | 1   | 2   | 0   | 4   | 11  |
| Isiah Thomas       | Detroit Pistons    | 24  | 4   | 6   | 8   | 9   | 3   | 9   | 16  |
| Kevin McHale       | Boston Celtics     | 30  | 7   | 11  | 2   | 2   | 7   | 2   | 16  |
| Bill Laimbeer      | Detroit Pistons    | 11  | 4   | 7   | 0   | 0   | 2   | 1   | 8   |
| Jeff Malone        | Washington Bullets | 13  | 3   | 5   | 0   | 0   | 2   | 2   | 6   |
| Charles Barkley    | Philadelphia 76ers | 16  | 2   | 6   | 3   | 6   | 4   | 1   | 7   |
| Maurice Cheeks     | Philadelphia 76ers | 8   | 1   | 2   | 2   | 2   | 0   | 0   | 4   |
| Robert Parish      | Boston Celtics     | 8   | 2   | 3   | 0   | 0   | 3   | 0   | 4   |
| Totale             |                    | 265 | 58  | 111 | 32  | 41  | 54  | 32  | 149 |
| All. K.C. Jones    | Boston Celtics     |     |     |     |     |     |     |     |     |

MIN: minuti. FGM: tiri dal campo riusciti. FGA: tiri dal campo tentati. FTM: tiri liberi riusciti. FTA: tiri liberi tentati. RIM: rimbalzi. AST: assist. PT: punti